# Thomas Nentwich
Thomas Nentwich (* 22. Dezember 1975) ist ein ehemaliger österreichischer Fußballspieler und nunmehriger -trainer.

## Karriere
Nentwich begann seine Karriere beim SV Würmla in Niederösterreich. 1995 kam er zum VSE St. Pölten. Nach dem finanziellen Abstieg des VSE blieb Nentwich den Verein bis 2000 treu. Zu dieser Zeit wechselte er zum Bundesligisten SV Ried. Seinen ersten Bundesligaeinsatz hatte Nentwich am 8. April 2000 gegen den Schwarz-Weiß Bregenz. Ried gewann 4:0. 2002/03 stieg er mit den Riedern in die zweite Liga ab.
Nach dem Wiederaufstieg 2005 zum SKN St. Pölten in die Regionalliga. Mit St. Pölten schaffte er 2008 den Aufstieg in die zweithöchste Spielklasse. 2009 beendete er seine aktive Karriere.

## Trainerkarriere
Nach seinem Karriereende wurde er im Dezember 2011 Trainer des Landesligisten und seines ehemaligen Jugendklubs SV Würmla. Nach der Saison 2011/12 verließ er Würmla berufsbedingt. Im Sommer 2013 wurde er Co-Trainer von Jochen Fallmann bei den SKN St. Pölten Juniors. Im März 2015 übernahm er mit Fallmann gemeinsam die in der zweithöchsten Liga spielenden St. Pöltner. Nach der Saison 2014/15 verließ er St. Pölten. Im Oktober 2016 wurde er erneut mit Fallmann Trainer der St. Pöltner, die inzwischen in die Bundesliga aufgestiegen waren. Im Dezember 2016 wurde Fallmann schließlich alleine fest Cheftrainer.